# Чарлі Коломбо
Чарльз Мартін Коломбо (англ. Charles Martin Colombo, 20 липня 1920, Сент-Луїс — 7 травня 1986, Сент-Луїс) — американський футболіст, що грав на позиції півзахисника за клуб «Сент-Луїс Сімпкінс-Форд», а також національну збірну США. По завершенні ігрової кар'єри — тренер.

## Клубна кар'єра
У футболі відомий виступами за команду «Сент-Луїс Сімпкінс-Форд». 

## Виступи за збірну
1948 року дебютував в офіційних матчах у складі національної збірної США. Протягом кар'єри у національній команді провів у її формі 11 матчів.
У складі збірної був учасником  футбольного турніру на Олімпійських іграх 1948 року у Лондоні і Олімпійських іграх 1952 року у Гельсінкі, а також чемпіонату світу 1950 року у Бразилії, де зіграв з Іспанією (1-3), з Англією (1-0) і з Чилі (2-5).

## Кар'єра тренера
Розпочав тренерську кар'єру невдовзі по завершенні кар'єри гравця, 1951 року, очоливши тренерський штаб клубу «Сент-Луїс Амброджо». Досвід тренерської роботи обмежився цим клубом.
Помер 7 травня 1986 року на 66-му році життя у місті Сент-Луїс.

## Пам'ять
У голлівудському фільмі 2005 року «Гра їхнього життя» (він же «Чудовий матч»), що розповідає про перемогу 1950 року над англійцями, його зіграв Костас Манділор.

## Титули і досягнення
- Володар Кубку США (2):

«Сент-Луїс Сімпкінс-Форд»: 1948, 1950